# St. Maria Immaculata (Haldenwang)

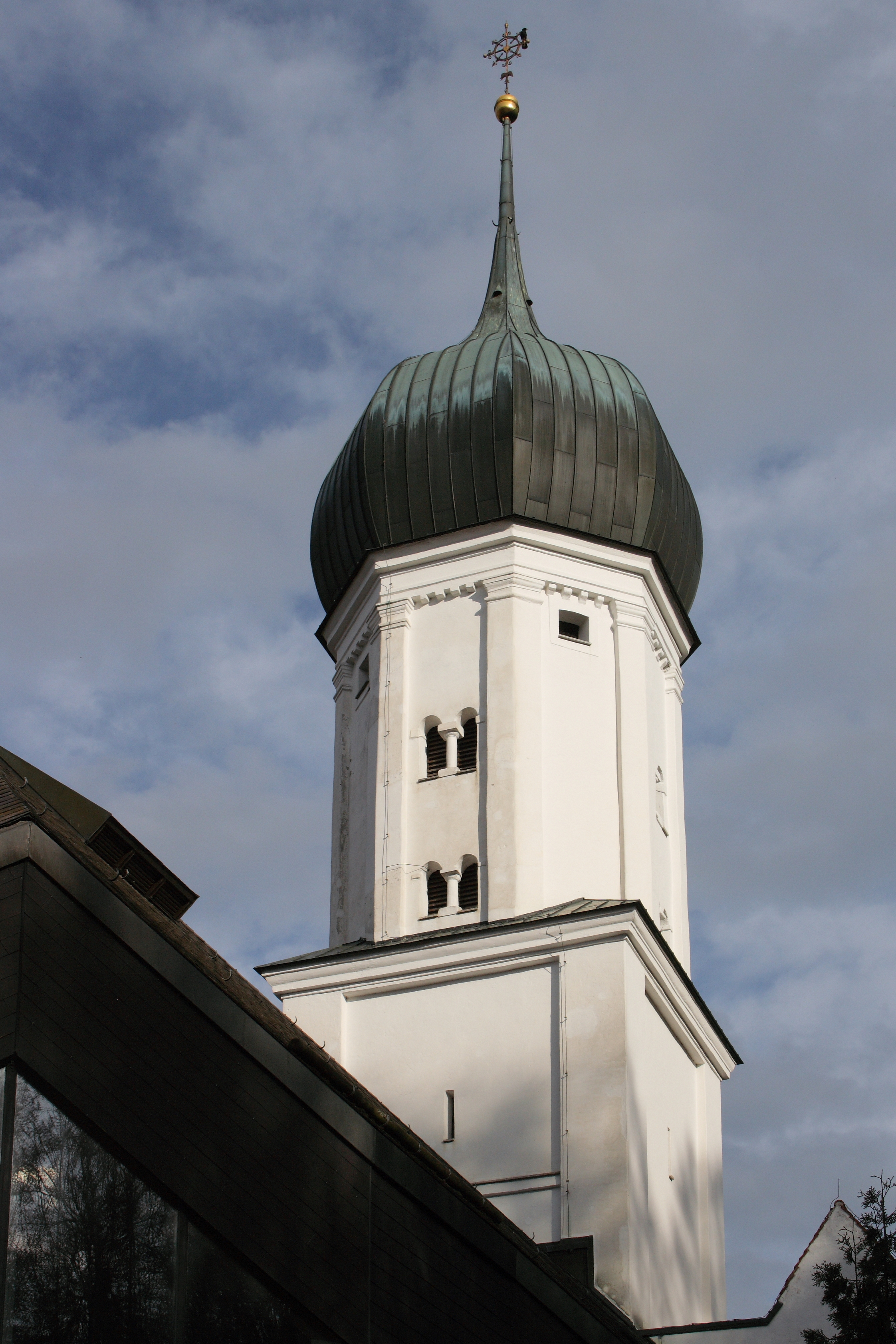
St. Maria Immaculata in Haldenwang

Die römisch-katholische Pfarrkirche St. Maria Immaculata steht in Haldenwang, einer Gemeinde im schwäbischen Landkreis Günzburg von Bayern. Das Bauwerk ist in der Liste der Baudenkmäler in Haldenwang als Baudenkmal unter der Nr. D-7-74-140-1 eingetragen.

## Beschreibung
Die Kirche besteht aus einem modernen, von Karl Sendlinger entworfenen Langhaus, das 1978/79 an den Kirchturm auf quadratischem Grundriss und den dreiseitig geschlossenen Chor des gotischen Vorgängerbaus angebaut wurde. Der Innenraum des Chors, der jetzt als Kapelle dient, ist mit einem Stichkappengewölbe überspannt. Der Kirchturm wurde mit einem achteckigen Geschoss aufgestockt, das mit Pilastern an den Ecken versehen ist, und mit einer Zwiebelhaube bedeckt. Zur Kirchenausstattung gehören neobarocke Altäre und ein Kruzifix von 1630, das Christoph Rodt zugeschrieben wird. Die Orgel mit elf Registern, verteilt auf zwei Manuale und Pedal wurde 1981 von der Orgelbau Sandtner als Opus 92 errichtet.